# Martin Tiso
Martin Tiso (* 8. října 1973 Žilina) je slovenský výtvarník a fotograf. Mezi roky 1993 a 1999 studoval v ateliéru fotografie u Ľubomíra Stacha na Vysoké škole výtvarných umění v Bratislavě. Roku 1996 absolvoval studijní pobyt na katedře multimédií v Nottingham Trent University.
Ve své tvorbě fotil například českou modelku Zuzanu Jandovou, pro niž připravoval kalendář na rok 2010, nebo s hudební skupinou Mig 21, které na přebal jejich CD nazvaného Album vytvořil fotografii výšivky zpracované Radkou Kalabisovou. V roce 2013 připravil pro přehlídku Prague Art & Design spolu s návrhářkou Petrou Balvínovou a hercem Mikulášem Křenem výstavu nazvanou „Stojím si za ním“ podporující upadající umělecká řemesla.